# Australomimetus annulipes
Australomimetus annulipes là một loài nhện trong họ Mimetidae.
Loài này thuộc chi Australomimetus. Australomimetus annulipes được miêu tả năm 1986 bởi Heimer.